# Amoco Cadiz (schip, 1974)
De Amoco Cadiz was een mammoettanker die op 16 maart 1978 aan de grond liep, vijf kilometer voor de kust van Portsall, gemeente Ploudalmézeau, in het noordwestelijkste puntje van Bretagne (Frankrijk). De tanker was eigendom van het Amerikaanse Amoco.
Het schip dat voer onder Liberiaanse vlag, was op weg van de Perzische Golf naar Le Havre in Frankrijk, toen het in zwaar weer terechtkwam. Een klein probleem in de stuurinrichting maakte het schip onbestuurbaar, waarna het in de richting van de Franse kust dreef en aan de grond liep op de riffen voor de baai van Portsall. Als laatste redmiddel had het schip geprobeerd te ankeren, maar ook dat mocht niet meer baten. Als gevolg hiervan brak het schip, en stroomde er 233.000 ton ruwe olie in zee, waarbij Het Kanaal ernstig werd vervuild, en het Bretonse strand grote schade opliep over een lengte van ruim 300 kilometer. Het werd een van de grootste milieurampen in de geschiedenis. Het opruimen van de olie duurde meer dan een jaar.
De ramp leidde tot de bouw van een controletoren voor het scheepvaartverkeer op het eiland Ouessant. Sindsdien beschikt de kustreddingsdienst in Brest ook over een krachtige sleepboot.
Het ruim 20 ton zware anker van de Amoco Cadiz ligt nu als monument bij de haven van Portsall.